# تجلد إلستر

أقصى حد من الجليد في أوروبا.

تجلد إلستر (بالإنجليزية: Elster glaciation)‏، هو أقدم عصر جليدي حاد ضرب شمال أوروبا والمملكة المتحدة. حدث قبل 400،000 إلى 320،000 سنة مضت. وكانت هي الأكثر حدة خلال المليوني سنة الأخيرة. وتُعتبر حقبة التجلد الثاني خلال العصر الرباعي.